# Referèndum constitucional de Corea del Sud de 1987
El 28 d'octubre de 1987 es va celebrar un referèndum constitucional a Corea del Sud. Els canvis a la constitució van ser aprovats pel 94,4% dels votants, amb una participació del 78,2%.

## Resultats
| Opcions                        | Vots       | %    |
| ------------------------------ | ---------- | ---- |
| Per                            | 18.640.625 | 94.4 |
| En contra                      | 1.092.702  | 5.6  |
| Vots en blanc/no vàlids        | 295.345    | –    |
| Total                          | 20.028.672 | 100  |
| Electors inscrits/participació | 25.619.648 | 78.2 |
| Font: Nohlen et al.            |            |      |